# Wilco van Schaik
Wilco van Schaik (Gouda, 11 januari 1967) is een Nederlands communicatiespecialist en sportbestuurder. Vanaf 1 augustus 2017 is hij algemeen directeur van N.E.C.

## Biografie
Hij voetbalde bij VV Maarssen en VV Nijenrodes. Van Schaik studeerde enige tijd MBO Marketing en Communicatie aan het Catharijne College in Utrecht (1984-1985) en behaalde vervolgens twee marketingdiploma's bij het Nederlands Instituut voor Marketing (NIMA). Vervolgens was hij als marketeer werkzaam bij enkele merken, voor hij een carrière begon bij het Utrechtse communicatie-adviesbureau Alta - waar hij tien jaar managing director was. Daarnaast was hij actief als presentator/spreker bij diverse activiteiten en twaalf jaar als sportcommentator bij SBS6.

### FC Utrecht
In 2011 betrad hij de sportwereld, en werd hij algemeen directeur bij FC Utrecht. Begin 2017 kondigde hij daar na zes jaar zijn vertrek aan, naar eigen zeggen op zoek naar een nieuwe uitdaging. Bij zijn afscheid in mei ontving hij van de gemeente Utrecht de sportpenning.

### N.E.C.
In juni 2017 werd bekend dat hij vanaf augustus algemeen directeur zou worden bij NEC, die kort daarvoor was gedegradeerd naar de Eerste divisie.

## Voetnoten en referenties
1. ↑  Wilco van Schaik aan de slag bij N.E.C.. www.foxsports.nl. Gearchiveerd op 12 augustus 2018. Geraadpleegd op 28 juni 2017.
2. 1 2  Wilco van Schaik, Profiel Wilco van Schaik. LinkedIn. Geraadpleegd op 28 juni 2017.
3. ↑  FCU fans.nl - Wilco van Schaik nieuwe directeur FC Utrecht. www.fcufans.nl. Geraadpleegd op 28 juni 2017.
4. 1 2  Lex Lammers, Wilco van Schaik nieuwe algemeen directeur NEC. www.gelderlander.nl (28 juni 2017). Geraadpleegd op 28 juni 2017.
5. 1 2  Wilco van Schaik verlaat FC Utrecht aan het einde van dit seizoen - FC Utrecht. www.fcutrecht.nl. Geraadpleegd op 28 juni 2017.
6. ↑  Maarten Venderbosch en Ard Schouten, Utrecht-directeur Wilco van Schaik krijgt sportpenning. www.ad.nl (7 mei 2017). Geraadpleegd op 28 juni 2017.
7. ↑  Van Schaik nieuwe directeur NEC. NOS (28 juni 2017). Geraadpleegd op 28 juni 2017.